# Wenn das Herz in Haß erglüht
Pour plus de détails, voir Fiche technique et Distribution.
Wenn das Herz in Haß erglüht est un film allemand réalisé par Kurt Matull, sorti en 1918.

## Fiche technique
- Titre : Wenn das Herz in Haß erglüht
- Réalisation : Kurt Matull
- Scénario : Hans Brennert
Hans Kraly
- Musique :
- Photographie : Otto Jäger
- Montage :
- Costumes :
- Société de production :
- Pays de production :  Allemagne
- Format :
- Genre :
- Durée : 72 minutes (1 h 12)
- Date de sortie : 
  - Pologne : 1918

## Distribution
- Tilly Bébé : Tilly Bébé
- Harry Hopkins : le directeur de cirque
- Pola Negri : Ilja Vörösz
- Hans Adalbert Schlettow : Graf von Hohenau
- Magnus Stifter : le baron Ilfingen
- Anna von Palen : la baronne Ilfingen